# Полевой Петро Гнатович
Петро́ Гна́тович Полево́й (рос. Пётр Игнатьевич Полевой; *17 липня 1873 — †18 березня 1938) — російський геолог часів Російської імперії та СРСР, дослідник покладів корисних копалин Північно-Східної Азії і острова Сахалін, автор близько сотні науковних публікацій з геології. Жертва сталінського терору і в'язень ГУЛАГу. Батько історика Бориса Полевого.

## Біографія

### Дитинство і навчання
Народився 17 липня 1873 року в улусі Укир (за іншими даними — на поштовій станції Поперечна на Забайкаллі) Баргузинського повіту Забайкальської області Російської імперії. Батько, Гнат Якимович Полевой, працював фельдшером на копальнях Степана Соловйова. А раніше — у 1854-1855 роках — брав участь в обороні Севастополя під час Кримської війни. Мати — Таїсія Василівна.
До десяти років — жив при копальні Соловйова, серед робітників і старателів. 
У 1883 році — вперше відвідав Іркутськ, де вступив до чоловічої гімназії, жив у пансіонаті при гімназії. У 1893 році — закінчив гімназію із срібною медаллю. Продовжив навчання на математичному факультеті Санкт-Петербурзького університету. Після двох років навчання — перевівся у Санкт-Петербурзький гірничий інститут, який закінчив тільки через 8 років, у 1903, бо через участь у студентських страйках 1901 року — був виключений з інституту. У 1903 році відновився.  
Під час навчання в інституті брав участь у експедиціях. Зокрема, влітку 1897 року — у геологічних роботах на золотих родовищах у Північно-Єнісейському краї. У 1899 році — шукав хромовий залізняк у Золотоустівському гірському окрузі неподалік Міасу. У 1900 — залізні руди в Олонецькій губернії. У 1901 році — познайомився з геологом Едуардом Анертом і працював у нього колектором під час експедиції до Ціцікарського району Маньчжурії. У 1902 — працював у геолога Валеріана Вебера у Андижанскому районі Туркестана, а в 1903 — у Закаспійській області.

### Перша робота

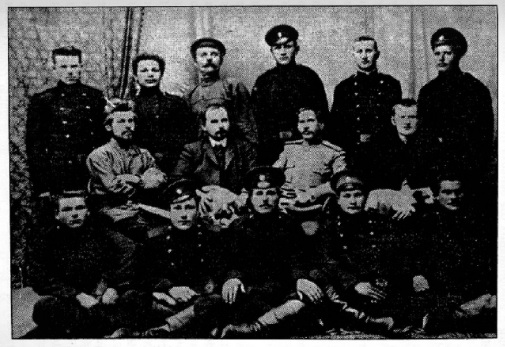
Члени експедиції Полевого перед від'їздом на Сахалін. В середньому ряду зліва направо: 1 - Микола Сарсадських, 2 - Петро Полевой, 3 -?, 4 - Степан Миронов
1909

Після випуску — став позаштатним працівником Геологічного комітету.
Влітку 1904 року — призначений на Кавказ, але через початок Російсько-японської війни — перенаправлений у приватну компанію «Наследники Асташева». До осені 1906 року — керував золотими копальнями компанії у Північній Маньчжурії. 
Восени 1906 року — повернувся до Санкт-Петербургу. Згодом — три місяці керував Садонськими срібло-свинцевими копальнями на Північному Кавказі, які належали об'єднанню «Алагірь».
У 1907 році, за рекомендацією директора Геологічного комітету Феодосія Чернишова, — працював начальником геологічної партії з пошуку нафти на річці Ухта у Печорському краї. 
Взимку, з 1907 на 1908 рік, готував експедицію на Північний Сахалін (південна частина острова — належала японцям). З 1908 по 1911 рік — вивчав тамтешню геологію. Разом з Миколою Тихоновичем — описав острів. В ході
досліджень — виявив ряд географічних об'єктів, раніше не нанесених на карти. Зокрема, за його ініціятиви Російське географічне товариство дало горам Лопатіна та Невельського відповідні назви. У 1908 році також вперше був за кордоном: програма експециції передбачала відрядження у Японію для огляду родовищ нафти у провінції Етіґо. Цього ж року — одружився з Антоніною Михайлівною Головачовою.
24 травня 1909 року — виступив у Геологічному комітеті з доповіддю про геологію Сахаліну.

### 1910-ті
Влітку 1911 року очолив експедицію в південно-східний Казахстан. У грудні — в Анадирський край. За монографію «Анадирський край» (рос. «Анадырский край») отримав від Російського географічного товариства Медаль імені Миколи Пржевальського.
1 листопада 1911 року — виступив у Російському географічному товаристві з доповіддю про Сахалін та історію його дослідження.
З 1912 по 1913 рік — знову досліджував Анадирський край. Зокрема, об'їхав Чукотський півострів. З Чукотки — дістався до Аляски, щоб, згідно плану експедиції, ознайомитись з розробкою золотих копалень неподалік міста Ном. Потім — поїхав до Вашингтону, де побував у Національному музеї природознавства. Навесні 1914 року — повернувся до Санкт-Петербурга, здійснивши навколосвітню подорож: через Канаду, США, Францію (Марсель, Ніцца, Монте-Карло), Італію (Генуя, Мілан, північні озера), Швейцарію (Лозанна, Женева), Австрію і Польщу.
У 1914 році повернувся на Далекий Схід. Продовжив дослідження на Сахаліні, пониззі річки Амур і берегах Татарської протоки. Цього ж року Геологічний комітет видав карту Північного Сахаліну, складену Полевим.
У 1915 році отримав статус старшого геолога Геологічного комітету і став членом Далекосхідного відділення комітету, яку очолював Едуард Анерт.
З 1915 по 1916 рік — вивчав родовища Ольгинського району і Тетюхе біля хребта Сіхоте-Алінь.
У 1917 році — знову повернувся на Сахалін. Досліджував острів до 1929 року, з перервами: у 1918 році — на вивчення вугленосних районів Японії, у 1919 —  на вивчення вугленосних районів Китаю, у 1923 — на експедиції на Камчатку, у 1926 — на участь в Міжнародному всетихоокеанському конгресі в Пекіні та III Всетихоокеанському науковому конгресі у Токіо, де виступив з двома доповідями.
У кінці літа 1917 року перевіз із Петрограда до Чити, до невістки, Олени Григорівни Головачової (до шлюбу Клеменц), вдови засновника Забайкальського відділення Російського географічного товариства журналіста Дмитра Михайловича Головачова (*1866 — †1914), свою родину — двох дітей і вагітну дружину. Згодом, коли над Читой нависла загроза вторгнення банд отамана Григорія Семенова, Полеві переїхали на Сахалін, у місто Александровський.

### 1920-ті
У квітні 1920 року — був очевидцем окупації Північного Сахаліну японцями. Цього ж року у червні — переїхав з родиною у Владивосток. Сприяв створенню у Владивостоці Далекосхідного відділення Геологічного комітету, яке очолив Едуард Анерт (відділення створене у травні 1920 року). Також у 1920-му, разом в Михайлом Павловим, обстежив кам'яновугільні родовища в районі сіл Суражівка і Райчиха.
У 1921 році — систематизував матеріал, зібраний у попередні роки, і склав карту корисних копалин Далекого Сходу.
У 1922 році отримав і виконав замовлення від двох фірм — «Эриксон-Лильге» та Торгового дому «Кунст и Альберс» — дослідив стан їхніх копалень на Західному Сахаліні.
З 1925 по 1928 рік — був директором Далекосхідного відділення Геологічного комітету у Владивостоці.
У 1928 році — переведений у новостворений Ленінградський нафтовий інститут на посаду старшого геолога з нафти Далекого Сходу. Цього ж року і його родина поселилася у Ленінграді, на Васильєвському острові.
Влітку 1929 року — знову вивчав геологію Північного Сахаліну.

### Арешт і табори
5 травня 1930 року арештований у Ленінграді по так званій «справі Академії наук» (у Ленінграді проживав на 6-й лінії Васильєвського острова, у будинку 39, квартира 1). Відправлений під посиленим конвоєм до Хабаровська. Слідчими ОДПУ Хабаровська — засуджений до вищої міри покарання із заміною на 10 років концтабору. Для підтвердження вироку — відправлений до Москви на перегляд справи колегією ОДПУ. З 20 квітня 1931 року, в очікуванні вироку, знаходився у Московській в'язниці. 28 червня 1931 року колегія ОДПУ підтвердила вирок — 10 років концтабору. Відправлений до Ухтпечтабу, де призначений керівником геологорозвідувальних робіт на копальні Воркути.
За свідченнями етнографині Людмили Мерварт, яка зустрілася з Полевим на етапі, він скаржився на систематичні побиття під час слідства. За його словами — побиття змусили його підписувати все, що давав слідчий. Також Мерварт вразила зовнішність Полевого: він виглядав дуже постарівшим і майже втратив слух.
8 червня 1934 року, завдяки успіхам у роботі Полевого, зверненням його дружини і заступництву президента Академії наук СРСР Олександра Карпінського, Центральний виконавчий комітет СРСР зменшив термін ув'язнення геолога до 7 років. З урахуванням воркутинських заліків (день — за два) — він мав незабаром вийти. Але після вбивства Сергія Кірова у грудні 1934 — заліки за відроблені в Заполяр'ї дні скасували.
У листопаді 1935 року — знову арештований. Звинувачений у применшенні запасів вугілля на Воркутинскому вугільному родовищі (інкримінували статтю 58-7 Кримінального кодексу РСФРР). 
Наприкінці 1936 року — знятий з робіт на Воркуті і направлений на асфальтову копальню в районі міста Чиб'ю, де пропрацював до кінця терміну — 5 травня 1937 року. Але невдовзі знову арештований — за звинуваченням у «приховуванні запасів».
Поки тривало нове «слідство» — знаходився у так званому «відстрільному» бараці табірного пункту Нова Ухтарка Усть-Ухтинської сільради Іжемського району Республіки Комі. Хворів, лежав у табірній лікарні.

### Різні версії обставин і причини смерті
Помер 18 березня (за іншими даними — 20 березня) 1938 року у табпункті Нова Ухтарка. За іншою версією — помер в тюремній камері-одиночці. Існує також припущення, що Полевого розстріляли. Натомість, за даними молодшого сина, історика Бориса Полевого — Полевой помер «від шлункового захворювання» у селищі Княжпогост. А згідно довідки, виданої 5 лютого 1958 року, причина смерті — параліч серця.
28 жовтня 1957 року — реабілітований Військовим трибуналом Московського військового округу. За клопотанням дружини, Антоніни Михайлівни Полевої.

## Родина
У 1902 році познайомився, а у 1908 — одружився з Антоніною Михайлівною Полевою (до шлюбу Головачова), яка походила з родини вчених. Її брати — Петро, Олександр і Дмитро (*1866 — †1914) Головачові — краєзнавці, дослідники та знавці Сибіру.
У подружжя було троє дітей — донька Наталя (вона приїжджала на побачення з батьком у Воркуту) і два сини: Гнат і Борис.
Найменший, Борис, народився 10 травня 1918 року у Читі. У 1941 році — закінчив історичний факультет Ленінградського університету. Після війни — вступив до аспірантури, але захистити дисертацію йому завадила кампанія боротьби з космополітизмом. У 1959 році — видав монографію «Першовідкривачі Сахаліну» (рос. «Первооткрыватели Сахалина»). У 1970 — захистив дисертацію на тему «Сахалін в історії Росії середини XVII-початку XIX ст.» (рос. «Сахалин в истории России середины XVII-начала XIX вв.») і отримав звання кандидата історичних наук. У 1982 — видав монографію «Першовідкривачі Курильських островів» (рос. «Первооткрыватели Курильских островов»). А у 1984 — статтю «Першовідкривачі Камчатки» (рос. «Первооткрыватели Камчатки»). У 1986 — захистив дисертацію на тему «Російські географічні відкриття на Далекому Сході з 30-х років XVII століття до 60-х років XIX століття» (рос. «Русские географические открытия на Дальнем Востоке с 30-х годов XVII века до 60-х годов XIX века») і отримав звання доктора історичних наук. 28 січня 2002 року — помер.

## Вшанування пам'яті

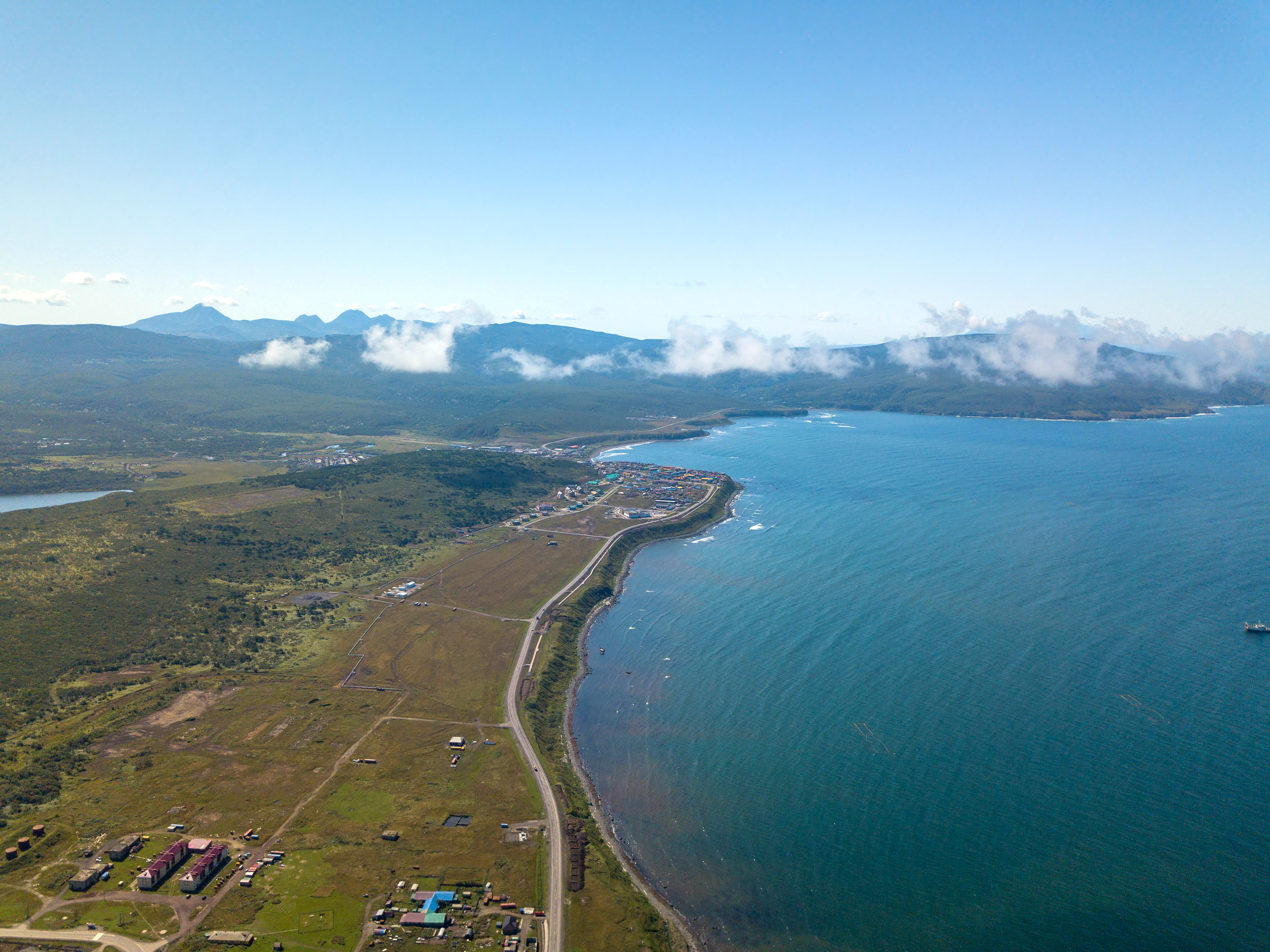
Вид на Курильськ з висоти пташинього польоту
2019

- У 1947 році, за клопотанням Всесоюзного географічного товариства, на честь Полевого названо один з мисів у Углегорському районі острова Сахалін[7][31].
- У Курильську на честь Полевого названо вулицю[32].

### 1900-ті
- Нерчинская золотопромышленная компания // Золото и платина. — 1907. — №5. — С. 85-88.
- Нерчинская золотопромышленная компания // Золото и платина. — 1907. — №6. — С. 103-108.
- Предварительная записка по изслѣдованію Ухтинскаго нефтеноснаго раіона. — С.-Петербургъ: Типографія «Россія», 1908. — 24 с.
- Ухтинский нефтеносный район // Записки Русского Технического общества. — Петербург, 1908. — №1. — С. 29-35.
- Ухтинский нефтеносный район // Записки Пермского отделения Русского Технического общества. — 1908. — Вып. 3. — С. 13-26.
- Богдановик К.И., Полевой П. И. О природных богатствах Петропавловского, Командорского, Охотского, Гижигинского и Анадырского уездов Приморской области и Сахалина // Известия Геологического комитета. — 1909. — Т.28. №1. — С. 18-26.
- Тихонович Н. Н., Полевой П. И. Результаты геологических исследований на северо-востоке Сахалина // Известия Геологического комитета. — 1909. — Т.28. №4. — С. 331-348.
- Нефтеносный район северо-восточного Сахалина // Известия Геологического комитета. — 1909. — Т.28. №5. — С. 15-62.

### 1910-ті
- Тихонович Н. Н., Полевой П. И. Исследования на западном побережье Северного Сахалина // Известия Геологического комитета. — 1910. — Т.29. №2. — С. 165-184.
- Тихонович Н. Н., Полевой П. И. Полезные ископаемые Сахалина по данным экспедиции 1908-1909 гг. // Известия Геологического комитета. — 1910. — Т.29. №9. — С. 715-754.
- Тихонович Н. Н., Полевой П. И. Полезные ископаемые Сахалина по данным экспедиции 1908-1910 гг. — С.-Петербург, 1910.
- О некоторых условиях эксплуатации минеральных богатств Русского Сахалина // Известия Геологического комитета. — 1911. — №10. — С. 3-12.
- Работы партий Сахалинской геологической экспедиции // Известия Геологического комитета. — 1911. — Т.30. №3. — С. 265-272.
- Результаты работ партии П.И. Полевого Сахалинской геологической экспедиции // Отчёт Горного департамента за 1910 г. — С.-Петербург, 1912. — С. 336-339.
- Геологические исследования в бассейне р. Анадыря // Известия Геологического комитета. — 1913. — Т.32. №1. — С. 175-176.
- Геологические исследования в бассейне верхнего течения р. Яугуз // Известия Геологического комитета. — 1913. — Т.32. №2. — С. 201-248.
- Жизнь на крайнем северо-востоке Сибири. Анадырский край // Землеведение. — 1913. — Кн.4. — С. 162-168.
- Тихонович Н. Н., Полевой П. И. Описание угленосных отложений Русского Сахалина // Очерк месторождений ископаемых углей России. —  С.-Петербург, 1913. — С. 523-551.
- Русский Сахалин. Краткий географический очерок. Доклад, прочитанный на заседании отделения физической географии Русского Географического общества 1 ноября 1911 г. // Известия Русского Географического общества. — 1913. — Вып. 7-10. — С. 565-616.
- Геологические исследования в бассейне р. Анадыря // Известия Геологического комитета. — 1914. — Т.33. №2. — С. 153-156.
- Десятиверстная карта Русского Сахалина, составленная по съемкам экспедиции Геологического комитета 1907-1910 гг. и другим источникам с пояснительной запиской // Труды Геологического комитета. Новая серия. — 1914. — Вып. 97. — 8 с.
- О месторождениях каменного угля на побережье Северо-Востока Азии // Известия Геологического комитета. — 1914. — Т.33. №5. — С. 125-133.
- Анадырский край. Главнейшие результаты Анадырской экспедиции // Труды Геологического комитета. Новая серия. — 1915. — Вып. 140. — 136 с.
- Геоморфологический очерк Русского Сахалина // Труды Геологического комитета. Новая серия. — 1915. — Вып. 120. — 77 с.
- О месторождениях плавикового шпата в окресностях бухты Пфусун в Японском море // Известия Геологического комитета. — 1915. — Т.34. №8. — С. 531-535.
- Геологические исследования в области нижнего течения р. Амура, побережья Амурского лимана и Татарского пролива // Известия Геологического комитета. — 1916. — Т.35. №1. — С. 202-207.
- Ольгинский железорудный район как центр будущей железопромышленности Русского Дальнего Востока // Поверхность и недра. — 1916. — №2. — С. 72-82.
- Золото Анадырско-Чукотского края // Поверхность и недра. — 1916. — №4. — С. 153-158.
- Ольгинский железорудный район как центр будущей железопромышленности Русского Дальнего Востока // Поверхность и недра. — 1916. — №4. — С. 184.
- Ответ на запрос Временного Приамурского горного управления о каменноугольных месторождениях о. Сахалина // Известия Геологического комитета. — 1916. — Т.35. №8. — С. 387-391.
- Япония как железный рынок Дальнего Востока // Поверхность и недра. — 1916. — №8.
- Результаты осмотра рудных месторождений Ольгинского уезда Приморской области // Известия Геологического комитета. — 1917. — Т.36. №1. — С. 264-275.
- Осмотр Пилевского каменноугольного месторождения на Сахалине // Известия Геологического комитета. — 1917. — Т.36. №1. — С. 293.
- Отзыв на отношение Горного департамента о целесообразности сдачи площадей на Сахалине под разведки на нефть Дальневосточному промышленному акционерному обществу // Известия Геологического комитета. — 1917. — Т.36. №3-4. — С. 75-78.
- Отзыв на отношение нефтяной секции Особого совещания по топливу с просьбой выработать подробный план разведочных работ на восточном побережье Сахалина // Известия Геологического комитета. — 1917. — Т.36. №5-7. — С. 251-253.
- Криштофович А.Н., Полевой П. И. Геологические исследования на западном побережье Сахалина от р. Хой до японской границы // Известия Геологического комитета. — 1918. — Т.37. №1. — С. 264-284.
- Месторождение каменного угля у мыса Рогатого на Сахалине // Материалы по общей и прикладной геологии. — Петроград, 1918. — Вып.23. — 14 с.
- Техника разработки золотых россипей // Естественные производ. силы России. — 1918. — Т.4. Полезные ископаемые. — Вып. 10.
- Условия залегания бурых железняков в г. Николаевске-на-Амуре // Известия Геологического комитета. — 1918. — Т.37. №1. — С. 285.
- Дальний Восток в горнопромышленном отношении. — Владивосток: Изд-во Технич. совещ. при Граждан. управл. Верховн. уполномоч. Российск. правитель. на Дальнем Востоке, 1919. — 14 с.
- Исследование Мгачинского каменноугольного месторождения на западном берегу Сахалина и месторождения красных железняков в Малом Хингане // // Известия Геологического комитета. — 1919. — Т.38. №1. — С. 244-246.
- Нефть Сахалина // Естественные производ. силы России. — 1919. — Т.4. Полезные ископаемые. — Вып. 22. Нефть и озокерит. — С. 159-165.
- Об исследовании Мгачинского угленосного района на Сахалине // Отчёт по исследованиям, проведённым Геологическим комитетом в 1918 г. в Сибири и на Урале. — Томск. 1919. — С. 86-88.
- Сведения о работах в южном рудоносном районе Малого Хингана // Отчёт по исследованиям, проведённым Геологическим комитетом в 1918 г. в Сибири и на Урале. — Томск. 1919. — С. 88-90.
- Серебро-свинцово-цинковые руды Дальнего Востока // Естественные производ. силы России. — 1919. — Т.4. Полезные ископаемые. — Вып. 8. — С. 106-118.
- Угли Северного или Русского Сахалина // Естественные производ. силы России. — 1919. — Т.4. Полезные ископаемые. — Вып. 20. Ископаемые угли. — С. 270-275.

### 1920-ті
- Криштофович А.Н., Полевой П. И. Исследования в западном угленосном районе Сахалина // Известия Геологического комитета. — 1920. — Т.39. №2. — С. 253-259.
- Mines and mining in Siberia // The Far Eastern Review. Summary of Mineral Deposits and their present State of development. — Shanghai, 1920. — V. XVI. — №6.
- Анерт Э.Э., Полевой П. И. Медные месторождения Дальнего Востока // Естественные производ. силы России. — 1920. — Т.4. Полезные ископаемые. — Вып. 7. Медь в России. — С. 173-183.
- Что сделано Россией для исследования геологии и недр Дальнего Востока // Русский Дальний Восток. — 1920. — №3. — С. 1-39.
- Обзор геологических исследований на острове Сахалине // Материалы по геологии и полезным ископаемым Дальнего Востока. — Владивосток, 1921. — №19. — С. 17-22.
- Годовой отчёт геологов П.И. Полевого и А.Н. Криштофовича за 1920 г. // Материалы по геологии и полезным ископаемым Дальнего Востока. — Владивосток, 1921. — №24. — С. 17-22.
- Горнопромышленность Уссурийского края // Русское Приморье. — 1922. — №1-6.
- Степень исследованности Дальнего Востока // Доклады Приморской окружной торгово-промышленной палаты по вопросам экономики Дальнего Востока, представленные на Вашингтонскую конференцию 1921 г. — Владивосток, 1922. — С. 93-94.
- Нефть // Доклады Приморской окружной торгово-промышленной палаты по вопросам экономики Дальнего Востока, представленные на Вашингтонскую конференцию 1921 г. — Владивосток, 1922. — С. 94.
- Ископаемый уголь // Доклады Приморской окружной торгово-промышленной палаты по вопросам экономики Дальнего Востока, представленные на Вашингтонскую конференцию 1921 г. — Владивосток, 1922. — С. 94-98.
- Развитие горнопромышленности на Русском Дальнем Востоке // Доклады Приморской окружной торгово-промышленной палаты по вопросам экономики Дальнего Востока, представленные на Вашингтонскую конференцию 1921 г. — Владивосток, 1922. — С. 116-120.
- Полезные ископаемые Дальнего Востока // Известия Южно-Уссурийского отделения Приамурского отделения Русского Географического общества. — 1922. — №4. — С. 50-51.
- Исследование П.И. Полевым каменноугольного месторождения в районе деревни Радчихи и в западном угленосном районе Сахалина // Материалы по геологии и полезным ископаемым Дальнего Востока. — Владивосток, 1923. — №26. — С. 27, 30-34.
- Полезные ископаемые и горная промышленность Приморья // Приморье, его природа и хозяйство. — Владивосток, 1923. — С. 3-20.
- Полезные ископаемые Приамурья // Материалы по геологии и полезным ископаемым Дальнего Востока. — Владивосток, 1923. — Вып. 27. — С. 153-252.
- Полезные ископаемые Камчатской области // Материалы по геологии и полезных ископаемых Дальнего Востока. — Владивосток, 1923. — Вып. 27. — С. 253-281.
- Исследования по изысканию нефти на Камчатке // Известия Геологического комитета. — 1924. — Т.43. №2. — С. 303-304.
- Перспективы развития каменноугольной промышленности в Уссурийском крае // Материалы по геологии и полезных ископаемых Дальнего Востока. — Владивосток, 1924. — Вып. 29. Приложение 1. — С. 51-54.
- Мнение, высказанное на заседании комиссии по вопросу о шахте №2 Сучанского рудника // Материалы по геологии и полезных ископаемых Дальнего Востока. — Владивосток, 1924. — Вып. 29. Приложение 2. — С. 54-55.
- О границах запретного района Константиновского месторождения каменного угля // Материалы по геологии и полезных ископаемых Дальнего Востока. — Владивосток, 1924. — Вып. 29. Приложение 3. — С. 56.
- К вопросу о камчатской нефти // Материалы по геологии и полезных ископаемых Дальнего Востока. — Владивосток, 1924. — Вып. 29. Приложение 4. — С. 56-59.
- О геологии буроугольных месторождений полуострова Речного и севера полуострова Муравьёва-Амурского // Материалы по геологии и полезных ископаемых Дальнего Востока. — Владивосток, 1924. — Вып. 29. Приложение 6. — С. 59-60.
- О запасах руды в Магнитном руднике в Ольгинском районе А.К. Громадского и Х.А. Циммермана // Материалы по геологии и полезных ископаемых Дальнего Востока. — Владивосток, 1924. — Вып. 29. Приложение 9. — С. 64-65.
- Сравнительное значение Сучанского и Верхне-Суйфунского каменноугольных месторождений // Материалы по геологии и полезных ископаемых Дальнего Востока. — Владивосток, 1924. — Вып. 29. Приложение 15. — С. 78-80.
- О разведочных работах на серебро-свинцово-цинковом месторождении «Тетюхе» // Материалы по геологии и полезных ископаемых Дальнего Востока. — Владивосток, 1924. — Вып. 29. Приложение 20. — С. 68-87.
- О камчатской нефти // Материалы по геологии и полезных ископаемых Дальнего Востока. — Владивосток, 1924. — Вып. 29. Приложение 22. — С. 88.
- Некоторые данные о японском землетрясении 1 сентября 1923 г. // Известия физико-математического института Российской АН. — 1924. — Т.1-2. — С. 59-64.
- Нефть Русского Дальнего Востока // Нефтяное и сланцевое хозяйство. — Москва-Ленинград, 1924. — №3. — С. 449-457.
- Отчёт о Камчатской экспедиции 1923 г. П.И. Полевого // Материалы по геологии и полезных ископаемых Дальнего Востока. — Владивосток, 1924. — Вып. 29. — С. 38-39.
- Платина в золотых россыпях Анадырского края Камчатской губернии // Экономическая жизнь Дальнего Востока. — Хабаровск, 1924. — №2 (6). — С. 56-58.
- Алданский золотоносный район // Экономическая жизнь Дальнего Востока. — Хабаровск, 1925. — №1. — С. 28-39.
- Каменноугольная промышленность Северного Сахалина за время оккупации 1920/25 гг. // Горный журнал. — 1925. — №8. — С. 621-628.
- Организация и задачи геологических исследований на Дальнем Востоке // Материалы по геологии и полезных ископаемых Дальнего Востока. — Владивосток, 1925. — Вып. 37. Приложение 1. — С. 1-13.
- Об участии правительства в эксплуатации «Магнитного рудника» // Материалы по геологии и полезных ископаемых Дальнего Востока. — Владивосток, 1925. — Вып. 37. Приложение 2.1. — С. 34-35.
- Малохинганское месторождение красных железняков // Материалы по геологии и полезных ископаемых Дальнего Востока. — Владивосток, 1925. — Вып. 37. Приложение 2.2. — С. 35-40.
- Морская золотая россыпь в бухте «Наездник» на острове Аскольде и её разработка // Материалы по геологии и полезных ископаемых Дальнего Востока. — Владивосток, 1925. — Вып. 37. Приложение 2.5. — С. 54-62.
- Рецензия на книгу Д.В. Соколова и Н.Н. Тихоновича «Сахалин. 1925» // Экономическая жизнь Дальнего Востока. — Хабаровск, 1925. — №3-4. — С. 181-186.
- Успехи нефтепромышленности на Северном Сахалине // Нефтяное хозяйство. — Москва-Ленинград, 1925. — №8. — С. 194-200.
- Геологические исследования на западном побережье Сахалина. Дуэ-Рогатый // Материалы по геологии и полезных ископаемых Дальнего Востока. — Владивосток, 1926. — Вып. 46. — С. 15-16.
- О новой литературе по Сахалину // Материалы по геологии и полезных ископаемых Дальнего Востока. — Владивосток, 1926. — Вып. 46. Приложение 1.2. — С. 57-62.
- Об исследовании месторождений цветных металлов Сихотэ-Алиня // Материалы по геологии и полезных ископаемых Дальнего Востока. — Владивосток, 1926. — Вып. 46. Приложение 2.8. — С. 87-89.
- Горно-геологические исследования на Сахалине // Известия Геологического комитета. — 1926. — Т.45. №4. — С. 389.
- Предисловие// Торгашев Б.П. Горная продукция и ресурсы Дальнего Востока. Китая, Маньчжурия, Русский Дальний Восток, Япония, Корея, Формоза, Индокитай, Филиппины. Запасы, современная продукция и рыночные возможности. — Харбин: типография Китайской восточной железной дороги, 1927. — С. V-VII.
- Задачи и организация геологических исследований Дальневосточного края // Производственные силы Дальнего Востока. — Хабаровск-Владивосток: Книжное дело, 1927. — Вып.2. — С. 177-187.
- Горно-поисково-разведочное дело в Дальневосточном крае // Производственные силы Дальнего Востока. — Хабаровск-Владивосток: Книжное дело, 1927. — Вып.2. — С. 189-199.
- Нефть Дальневосточного края // Производственные силы Дальнего Востока. — Хабаровск-Владивосток: Книжное дело, 1927. — Вып.2. — С. 201-217.
- Предисловие // Материалы по геологии и полезным ископаемым Дальнего Востока. — Владивосток, 1927. — Вып.49. — С. 1-3.
- Исследования нефтеносного района фосточного побережья Сахалина от мыса Де Лиль де ля Кройера до Набильского залива // Материалы по геологии и полезным ископаемым Дальнего Востока. — Владивосток, 1927. — Вып.50. — С. 18-20.
- Нефтеносный район Северного Сахалина в 1926 г. // Материалы по геологии и полезным ископаемым Дальнего Востока. — Владивосток, 1927. — Вып.50. Приложение 1. — С. 3-27.
- Отчёт о командировке на Всетихоокеанский Научный Конгрес в Токио // Материалы по геологии и полезным ископаемым Дальнего Востока. — Владивосток, 1927. — Вып.50. Приложение 2. — С. 28-37.
- Об экспорте гипса // Материалы по геологии и полезным ископаемым Дальнего Востока. — Владивосток, 1927. — Вып.50. Приложение 5. — С. 50-51.
- Краткий обзор исследовательской работы Дальневосточного отделения Геологического комитета в 1927 г. // Экономическая жизнь Дальнего Востока. — Хабаровск, 1927. — №11-12. — С. 86-96.
- Нефтеносный район Северного Сахалина в 1926 г. // Нефтяное хозяйство. — Москва-Ленинград, 1927. — №4. — С. 499-511.
- Отчёт о геологических исследованиях, проведённых в 1925 г. в западном угленосном поле Северного Сахалина. Район Рогатый-Дуэ // Сахалинская горно-геологическая экспедиция 1925 г. Материалы по общей и прикладной геологии. — Ленинград, 1927?. — Вып.112. — С. 1-24.
- Стратиграфическая таблица угленосных отложений и распределения месторождений углей // Анерт Э.Э. Богатства недр Дальнего Востока. — Хабаровск-Владивосток: Книжное дело, 1928. — С. 207-220, Таблица №29.
- Геологические исследования в нефтеносном районе восточного побережья Сахалина // Материалы по геологии и полезным ископаемым Дальнего Востока. — Владивосток, 1928. — Вып.53. — С. 30-32.
- Худяков Н.А., Полевой П.И. Краткий предварительный отчёт начальника экпедиции Н.А. Худякова о работах Сахалинской горно-геологической экспедиции в 1927 г. // Материалы по геологии и полезным ископаемым Дальнего Востока. — Владивосток, 1928. — Вып.53. — С. 95-106.
- Нефть Камчатки// Нефтяное хозяйство. — Москва-Ленинград, 1928. — Т.3. — С. 308-309.
- Об уссурийской нефти // Нефтяной бюллетень. — Москва, 1928. — №11. — С. 15.
- Приморская или уссурийская нефть // Нефтяное хозяйство. — Москва-Ленинград, 1928. — №6. — С. 866-867.
- Mineral resources of the Russian Far East // Pracerdings of the III Pan-Pacific Science Congress. — Tokyo, 1928. — V. II. — С. 1754-1757.
- Задачи геологического изучения Камчатки // Экономическая жизнь Дальнего Востока. — Хабаровск, 1929. — №5. — С. 31-38.
- Исследования на восточном побережье Сахалина в районе Охи и Нутово // Отчёт о состоянии и деятельности Геологического комитета на 1926/27 гг. — Ленинград, 1929. — С. 312-314.
- Открытие меловых отложений на полуострове Камчатка // Известия Геологического комитета. — 1929. — №2. — С. 138-142.
- Годовой отчёт НГРИ за 1928/29 гг. // Нефтяное хозяйство. — Москва-Ленинград, 1929. — №3. — С. 41-42.

### 1930-й
- Нефтяные месторождения Дальнего Востока и Сахалина // Разведочные работы на нефть в СССР. Материалы к пятилетнему плану разведочных работ на  нефть по данным совещания геологов-нефтяников в Москве 26/XI-I/XII 1929 г. — Москва-Ленинград, 1930. — С. 88-92.
- Отчёт о работах на полуострове Шмидта летом 1929 г. // Нефтяное хозяйство. — Москва-Ленинград, 1930. — №3.

### Основна
- Академическое дело 1929 – 1931 гг. Документы и материалы следственного дела, сфабрикованного ОГПУ. Вып.9. Ч.2. Обвинение. Приговор. Реабилитация. — Санкт-Петербург: БАН, 2015. — С. 555-556, 632, 829, 831, 837, 840. — ISBN 978-5-336-00177-8
- Десятивёрстная геологическая карта Русского (Северного) Сахалина под редакцией П. И. Полевого (1914). 105 лет со времени издания// Календарь знаменательных и памятных дат по Сахалинской области на 2019 год. — Смиирных, 2019. — С. 293-293.
- Зеленская Е.А. В начале XX века// Историко-культурный атлас г. Ухты: научно-популярная литература / ред.-сост. И. Д. Воронцова. — Ухта, 2009. — 507 с.
- Идущие впереди. Геологическая служба Республики Коми. История и современность: науч.-попул. изд. / Авт. кол.: А.П. Боровинских и др... — Сыктывкар: ООО «Коми республиканская типография», 2014. — С. 80.
- История Сахалина и Курильских островов с древнейших времен до начала XXI столетия: Учебное пособие для студентов высших учебных заведений региона по специальности «История» / М.С. Высоков, А.А. Василевский, А.И. Костанов, М.И. Ищенко. Ответственный редактор д.и.н. М.С. Высоков. — Южно-Сахалинск: Сахалинское книжное издательство, 2008. — С. 64, 67. — ISBN 978-5-88453-207-5
- Полевой Б. В поисках богатств дальневосточных (Об экспедициях геолога П.И. Полевого)// Дальневосточные путешествия и приключения. — Хабаровск: Хабаровское книжное издательство, 1976. — Вып. 7. — С. 141-170.
- Полевой Б. В поисках богатств дальневосточных (Продолжение) // Дальневосточные путешествия и приключения. — Хабаровск: Хабаровское книжное издательство, 1977. — Вып. 8. — С. 182-204.
- Полевой Б. Он любил Сахалин всей душой (Биография П.И. Полевого) // Исследователи Сахалина и Курильских островов. — Южно-Сахалинск, 1961. — С. 81-107.
- Полевой Петр Игнатьевич// Маргарита Крочик. Хранитель музея: биобиблиографическое издание / Сост.: О.В. Зайцева, Н.А. Шумская. — Воркута: МБУК «ЦБС», 2014. — (Воркута в Лицах; вып. 7). — С. 90-93.
- Полевой Петр Игнатьевич// Обручев В.А. История геологического исследования Сибири. Период 5 (1918-1940). Вып.1. Введение. Общий обзор исследований Сибири с 1918 по 1940 г. и их результатов. Краткие биографии главных исследователей Сибири. Указатели к выпускам 2-8. — М.; Л.: Издательство АН СССР, 1949. — С. 25-26.
- Полевой Петр Игнатьевич (1873)// Про Полевого у базі даних «Открытый список» (рос.)
- Полевой Петр Игнатьевич// Про Полевого на сайті Міжнародного правозахисного товариства «Мемориал» (рос.)
- Полевой Пётр Игнатьевич. 1873—1938// Репрессированные геологи. Биографические материалы. — Москва.-Санкт-Петербург, 1995. — С. 135-136.
- Ремизовский В.И. Петр Игнатьевич Полевой: биографический очерк // Краеведческий бюллетень. — 1995. — № 4. — С. 92-123.

### Додаткова
- 25 лет научно-исследовательской работы геолога П. И. Полевого // Красное знамя. — 1928. — 22 червня.
- Клеопов И.Л. Геологический комитет. 1882-1929 гг. История геологии в России. — М.: Наука, 1964. — С. 76.
- Коваленко И. Имя на борту. Исследователь Сахалина // Рыбак Сахалина. — 1983. — 19 березня.
- Крочик М. Трудные сезоны П.И. Полевого // Геолог Севера. — 1988. — 8 вересня.
- Нефть и люди Сахалина. Этапы большого пути. Роснефть-Сахалинморнефтегаз — 75 лет. — Хабаровск, 2003. — С. 234.
- Ремизовский В.И. Охинцы 20-х – 60-х годов: краткие биографические сведения о геологах, геофизиках и нефтяниках Северного Сахалина. —Хабаровск: Дальневосточная государственная научная библиотека, 2001. — 136 с.
- Ремизовский В.И. Хроника сахалинской нефти. Ч. 1: 1878-1940 гг. — Хабаровск: РИО ДВГНБ, 1999. — 60 с.
- Рыжков А. Видный советский геолог // Советский Сахалин. — 1978. — 26 серпня.
- Смолина Т. Анадырская экспедиция П. Полевого // Магаданская правда. — 1984. — 31 червня.
- Смолина Т. Анадырская экспедиция П. Полевого // Магаданская правда. — 1984. — 1 серпня.
- Яворский В.И., Клеопов И.Л., Тихомиров В.В. К 100-летию со дня рождения П.И. Полевого // Советская геология. — 1974. — №4. — С. 155-156.